# Chrīstos Zormpas
Chrīstos Zormpas (in greco Χρήστος Ζορμπας?; fl. XX secolo) è stato uno schermidore greco, vincitore di una medaglia d'argento nella scherma ai giochi intermedi di Atene del 1906 (non riconosciuti dal CIO).